# 江永祥
江永祥（英語：Kelvin Kong Wing-cheung，1972年—），現為大埔警區指揮官，曾任香港警務處警察公共關係科的高級警司（媒體聯絡及傳訊）。

## 個人公職
江永祥於2017-2018年間出任港島總區刑事部警司（行政及支援）。
江永祥以往曾經接受《香港01》新聞訪問，向市民披露有關警察機動部隊（PTU）不為人知的事。
江永祥在2019年10月14日至2019年10月17日代替公共關係科總警司謝振中。
2020年8月10日起，江永祥調往輔警支援課。
2023年4月起，江永祥調往刑事部刑事支援科。
2025年5月起，江永祥晉升為總警司，任大埔警區指揮官。

## 爭議

### 有線電視訪問中回應元朗七二一事件
江永祥在香港有線電視訪問中談及元朗七二一事件，他指當天有人帶領示威者到元朗站「牽引整件事」。被問為何軍裝警員轉身逃走時，他否認當日最先到場兩名警員「逃走」，指他們「有辦到事，他們將相關資訊交給他們上級。」但被問警員看見危險，應責無旁貸要上前處理時，江沒正面回應，僅指「不會稱當時情況是逃走……是由於一班人帶領示威者到元朗牽引整件事」。
在事件中被打得頭破血流的香港立法會議員林卓廷斥責江永祥的說法反映警隊腐朽程度令人震驚，是散播謊言、扭曲歷史及二次傷害受害者，而江的指控荒謬而且毫無根據，指控亦屬「何君堯式言論」，指江作為警方發言人卻使香港警察淪為「何君堯應聲蟲」。他質疑警隊能否有誠意及客觀地調查事件。
警方記者會上，江永祥指該說話只是訪問一小部分而且是根據不同畫面觀察所得，不代表警方對事件的結論。

### 反對逃犯條例修訂草案運動警方例行記者會
2019年香港爆發反修例運動，江永祥在7月後多次參與每逢星期一至五警方例行舉辦的記者會，解釋多個爭議性事件。
- 2019年8月7日： 江永祥否認內地執法人員混入警隊的網上傳聞，事緣有人拍攝到有警員向同袍用普通話說「同志們！」，江解釋當時警員戴著防毒面罩，說話根本不清楚，導致對方聽得不清楚。[9]
- 2019年8月11日：警方在葵芳站向站內發射1枚催淚彈2粒橡膠子彈。江永祥表示，警員評估過相關港鐵站並非在地底，是半開放式的港鐵站，所以為解除危機發射一枚催淚彈，初步受到控制後，並沒有再發第二枚。[10]
- 2019年8月30日：警方當天的例行記者會中，被問到有人指控在被捕後遭警方性侵，江永祥回應指，匿名指控如此嚴重，如果接納，會世界大亂。並回應說，近期社會湧現很多不願意挺身而出、匿名的針對警方的投訴，而有關指控完全沒有理據支持，警方是理所當然否定。[11]
- 2019年9月2日：對於有指警方的喬裝人員擲汽油彈，江永祥重申，香港警隊對喬裝人員有嚴格指引，所有喬裝人員在任何行動中都不會做出違法行為。[12]

### 被揭發和黑社會人士聚會
2020年2月9日，《壹週刊》報導，郭嘉銓，江永祥及謝振中等多名高級警務人員，和黑社會社團14K一名從事殯儀業的主要成員（Peter），在黃埔一間酒家同場出席一場名為「榴槤宴客」的聚會。其中多名高級警務人員均有穿著便服的警務人員陪同。記者嘗試向酒樓侍應查詢的時候，發現這場宴會由有組織罪案及三合會調查科預訂。警察公共關係科回覆查詢時，僅表示宴會屬私人性質，並不涉及公務。警方傍晚澄清，報道歪曲事實、不負責任，予以嚴厲譴責。

## 軼事
在記者會上，江永祥因说英文时“er…”停顿较多，被冠以“Sir Er Er”、“Er Er长官”的外号。